# Björkborn
Björkborn est une propriété de type gentilhommière située à Karlskoga en Värmland, où Alfred Nobel a passé ses dernières années en Suède. Le manoir sert maintenant de musée – Nobelmuseet et servait auparavant de résidence.
Le manoir est érigé au début du 19e siècle dans le but de servir de résidence à la famille qui possédait les forges de Björkborn.
Le manoir appartenait auparavant à la famille Lagerhjelm.
Au cours des étés 1894-1896, Alfred Nobel a également vécu dans le manoir, qui est venu à être décisif dans la création du prix Nobel. Bien qu'il soit mort dans sa villa de Sanremo en Italie, il avait aussi une maison à Paris en France, et il a été décidé que sa résidence principale était à Björkborn à Karlskoga. Le manoir a été inclus dans l'achat quand Alfred Nobel a acheté Bofors en 1894.